# Comercial Esporte Clube (Três Lagoas)
Comercial Esporte Clube é um clube brasileiro de futebol da cidade de Três Lagoas, no estado de Mato Grosso do Sul. Fundado em 3 de fevereiro de 1931, suas cores são preto e branco.
Em 2022 voltou ao futebol após 27 anos para a disputa do Sul-Mato-Grossense da Série B.